# 2008-as motokrossz olasz nagydíj
Az olasz nagydíj a 2008-as FIM motokrossz-világbajnokság 5. versenye volt. 2008. május 17. és május 18. között rendezték meg a Mantovában.  Az MX1-es kategóriában a holland Marc de Reuver, az MX2-esek között az olasz Antonio Cairoli tudott diadalmaskodni. Egyetlen magyar MX1-es versenyzőnk Németh Kornél a 13. lett.

## Futam

### MX1
| Helyezés | #   | Versenyző          | Motor    | 1. futam | 2. futam | Össz |
| -------- | --- | ------------------ | -------- | -------- | -------- | ---- |
| 1        | 14  | Marc de Reuver     | Honda    | 20       | 20       | 40   |
| 2        | 90  | Sébastien Pourcel  | Kawasaki | 25       | 14       | 39   |
| 3        | 19  | David Philippaerts | Yamaha   | 16       | 22       | 38   |
| 4        | 9   | Ken de Dycker      | Suzuki   | 22       | 15       | 37   |
| 5        | 12  | Maximilian Nagl    | KTM      | 9        | 25       | 34   |
| 6        | 6   | Joshua Coppins     | Yamaha   | 18       | 16       | 34   |
| 7        | 211 | Billy Mackenzie    | Honda    | 12       | 18       | 30   |
| 8        | 8   | Tanel Leok         | Kawasaki | 14       | 13       | 27   |
| 9        | 11  | Steve Ramon        | Suzuki   | 15       | 12       | 27   |
| 10       | 27  | Marcus Schiffer    | KTM      | 10       | 9        | 19   |
| 11       | 25  | Clément Desalle    | Suzuki   | 8        | 10       | 18   |
| 12       | 111 | Aigar Leok         | Yamaha   | 13       | 0        | 13   |
| 13       | 108 | Németh Kornél      | KTM      | 7        | 5        | 12   |
| 14       | 32  | Manuel Priem       | Kawasaki | 0        | 11       | 11   |
| 15       | 24  | Tom Church         | Kawasaki | 3        | 8        | 11   |
| 16       | 7   | Jonathan Barragan  | KTM      | 11       | 0        | 11   |
| 17       | 3   | Mike Brown         | Honda    | 2        | 6        | 8    |
| 18       | 60  | Brad Anderson      | Suzuki   | 0        | 7        | 7    |
| 19       | 121 | Alessio Chiodi     | TM       | 4        | 3        | 7    |
| 20       | 16  | James Noble        | KTM      | 6        | 0        | 6    |
| 21       | 45  | Loic Leonce        | Yamaha   | 5        | 0        | 5    |
| 22       | 17  | Pierre A. Renet    | Suzuki   | 0        | 4        | 4    |
| 23       | 56  | Lauris Freibergs   | Yamaha   | 0        | 2        | 2    |
| 24       | 28  | Scott Columb       | Suzuki   | 0        | 1        | 1    |
| 25       | 115 | Carlos Campano     | Yamaha   | 1        | 0        | 1    |

### MX2
| Helyezés | #   | Versenyző           | Motor    | 1. futam | 2. futam | Össz |
| -------- | --- | ------------------- | -------- | -------- | -------- | ---- |
| 1        | 222 | Antonio Cairoli     | Yamaha   | 18       | 25       | 43   |
| 2        | 4   | Tyla Rattray        | KTM      | 20       | 22       | 42   |
| 3        | 2   | Tommy Searle        | KTM      | 22       | 20       | 42   |
| 4        | 131 | Nicolas Aubin       | Yamaha   | 25       | 15       | 40   |
| 5        | 24  | Shaun Simpson       | KTM      | 14       | 18       | 32   |
| 6        | 183 | Steven Frossard     | Kawasaki | 11       | 16       | 27   |
| 7        | 89  | Jeremy van Horebeek | KTM      | 13       | 14       | 27   |
| 8        | 10  | Rui Goncalves       | KTM      | 16       | 10       | 26   |
| 9        | 11  | Gautier Paulin      | Kawasaki | 10       | 12       | 22   |
| 10       | 13  | Manuel Monni        | Yamaha   | 9        | 9        | 18   |
| 11       | 7   | Stephen Sword       | Kawasaki | 15       | 0        | 15   |
| 12       | 80  | Erik Eggens         | Suzuki   | 0        | 13       | 13   |
| 13       | 23  | Carl Nunn           | Suzuki   | 2        | 11       | 13   |
| 14       | 22  | Anthony Boissiere   | KTM      | 5        | 8        | 13   |
| 15       | 121 | Xavier Boog         | Suzuki   | 12       | 0        | 12   |
| 16       | 37  | Gert Krestinov      | KTM      | 4        | 5        | 9    |
| 17       | 81  | Jeremy Tarroux      | KTM      | 6        | 2        | 8    |
| 18       | 25  | Marvin Musquin      | Honda    | 8        | 0        | 8    |
| 19       | 8   | Matti Seistola      | Honda    | 0        | 7        | 7    |
| 20       | 20  | Gregory Aranda      | Kawasaki | 7        | 0        | 7    |
| 21       | 36  | Matteo Bonini       | Yamaha   | 0        | 6        | 6    |
| 22       | 44  | Elliot Banks-Browne | Suzuki   | 0        | 4        | 4    |
| 23       | 46  | Jason Dougan        | Suzuki   | 0        | 3        | 3    |
| 24       | 64  | Khounsith Vongsana  | Kawasaki | 3        | 0        | 3    |
| 25       | 501 | Alessandro Lupino   | Yamaha   | 1        | 1        | 2    |

- A pontozásról bővebben a motokrossz-pontozási rendszer cikkben lehet tájékozódni.